# Exhacienda de Guadalupe
Exhacienda de Guadalupe es una localidad del estado mexicano de Michoacán. Es parte del municipio de Tarímbaro.

## Demografía
| Gráfica de evolución demográfica |
|                                  |

| Censo | Población |
| ----- | --------- |
| 1900  | 435       |
| 1910  | 484       |
| 1921  | 333       |
| 1930  | 351       |
| 1940  | 515       |
| 1950  | 555       |
| 1960  | 528       |
| 1970  | 512       |
| 1980  | 709       |
| 1990  | 900       |
| 2000  | 893       |
| 2010  | 1146      |
| 2020  | 1200      |